# Montluçon Air Service
Montluçon Air Service était une compagnie aérienne française basée sur l'aérodrome de Montluçon-Gueret assurant du transport à la demande de passagers et fret mais aussi la ligne régulière Montluçon - Clermont-Ferrand.

## Histoire

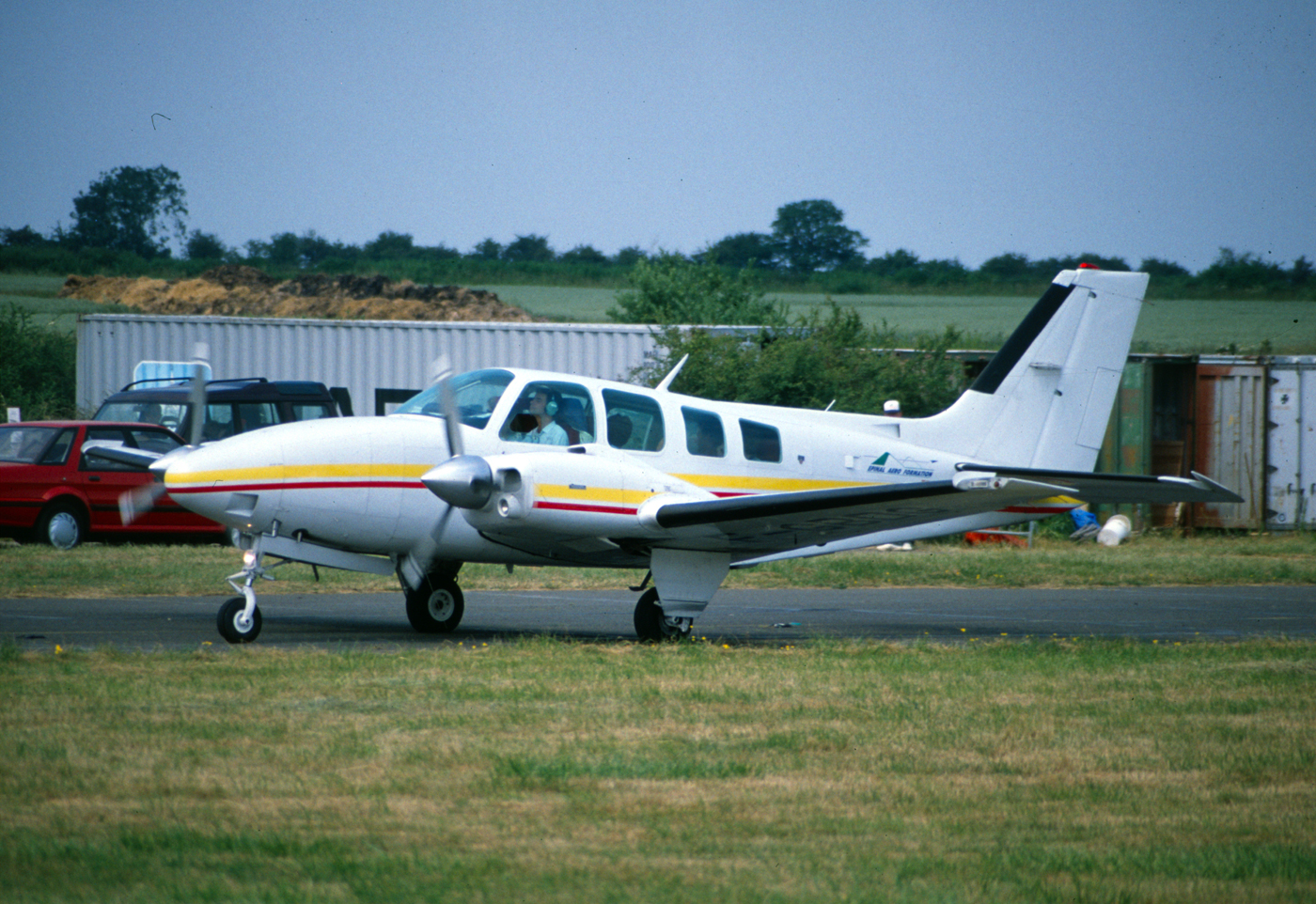
Beechcraft 58 Baron F-GBDG ici en 1995, utilisé auparavant par MAS comme son premier avion.

A l'initiative de la Chambre de commerce de d'industrie de Montluçon-Gannat en 1980 au service du développement économique régionale, celle-ci avec onze autres actionnaires, créait la société d'exploitation Montluçon Air Service, compagnie aérienne régionale,,.
Possédant en crédit-bail, un avion d'affaires Beechcraft 58 Baron immatriculé F-GBDG alors loué à la société d'exploitation Bourgogne Air Service, la Chambre de commerce de Montluçon le mettait à disposition de cette nouvelle compagnie basée à l'hôtel consulaire de la Chambre de commerce situé au 15 Boulevard Carnot à Montluçon,.
La CCI de Montluçon possédait 189 parts sur les 200 du capital de 200 000 francs de Montluçon Air Service, connu sous l'acronyme MAS.
Onze autres actionnaires possédaient une part chacun. Il s'agissait de directeurs de sociétés, PDG, industriels, commerçants, ingénieurs de l'Allier comme Mr Gérard Aupetit, Yvonne Barrat, Guy Buyens, Jacques Delooz, Gabriel Guirard de Camproger, Henri et Théophile Giraud, Raymond Laventure, Pierre Laval, André Marie Moity et Guy Serre.
Le gérant nommé était Monsieur Raymond Laventure, Président de la Chambre de Commerce et d'Industrie de Montluçon.
En plus du transport à la demande pour les industriels de l'Allier, la compagnie MAS assurait les mardis et vendredis, 2 vols réguliers en Beechcraft Baron 58 entre Montluçon et l'aéroport de Clermont-Ferrand, alors hub aérien de la Compagnie Aérienne du Languedoc (CAL) qui assurait des liaisons vers Marseille, Lyon, Toulouse, Bordeaux et Nice jusqu'en 1988 quand elle déménage à la suite de son rachat par Air Littoral, sur l'aéroport de Montpellier.
MAS avait adhéré au comité des transporteurs aériens complémentaires (CTAC).
En 1985, la Compagnie Aérienne du Languedoc s'installait sur l'aérodrome de Montluçon et assurait une ligne régulière Paris - Montluçon en Swearingen Metro II (1985-1988), Montluçon Air Service devenant alors simplement une compagnie de transport à la demande.
Entre 1988 et 1990, la compagnie était affrétée par la compagnie Vichy Air Transport pour effectuer les vols Vichy - Paris/Le Bourget  avec le Beechcraft King Air 90 F-GHEM et ceci 3 fois par semaine.
En octobre 1995, les associés se rassemblant en assemblée générale extraordinaire, décidaient au vu de la conjoncture moins favorable pour les entreprises de taxis aériens et après une étude du potentiel local de la clientèle jugée trop faible, n'envisageaient pas de relance de l'activité et décidaient de liquider sous 6 mois, Montluçon Air Service après 15 ans d'activités aériennes.

## Le réseau
- Montluçon - Clermont-Ferrand[15],
- Vichy - Paris Le Bourget (avion, personnels et licence pour Vichy Air Transport)[13],
- Vichy - Paris Orly en 1990 (avion, personnels et licence pour Vichy Air Transport).

## Flotte
- Beechcraft 58 Baron immatriculé F-GBDG[16],
- Beechcraft King Air 90 immatriculé F-GHEM.